# Nottingham Trent University
Nottingham Trent University (NTU) é uma universidade pública localizada em Nottingham, condado de Nottinghamshire, Inglaterra. Foi fundada como uma new university (termo usado para designar qualquer uma das ex-politécnicas, instituições centrais ou faculdades de ensino superior a que foi atribuído status de universidade pelo governo John Major, em 1992), oriunda da antiga Trent Polytechnic (mais tarde Nottingham Polytechnic). Suas raízes remontam a 1843, com o estabelecimento da Nottingham Government School of Design, que existe ainda hoje dentro da Universidade. Esta é uma das maiores instituições de ensino superior do Reino Unido, com mais de 28,000 estudantes divididos em três campi diferentes.
A Nottingham Trent  foi classificada no número 700 e acima (701+) no mundo pelo QS World University Rankings. Em 2008, The Complete University Guide nomeou Nottingham Trent a "melhor universidade pós-1992" do país. A universidade possui "um dos melhores recordes de empregabilidade de qualquer universidade na Inglaterra e no País de Gales". Mantém laços estreitos com mais de 6.000 empresas e 94% dos alunos progridem para um emprego de tempo integral ou para estudos avançados no prazo de seis meses de graduação. O jornal The Guardian classificou Nottingham Trent como "a universidade mais amiga do ambiente no país".
Em 2009 também foi agraciada com o título de "a universidade mais amiga do ambiente no Reino Unido" pelo grupo The People & Planet Green League (a única classificação independente do desempenho ambiental e ético das universidades britânicas). Além disso, desde 2009, 100% da energia elétrica da universidade é gerada por fontes renováveis.
A universidade tem um braço de pesquisa forte, sendo que, em 2008, 74% da pesquisa ali realizada foi considerada de "status internacional".

## História

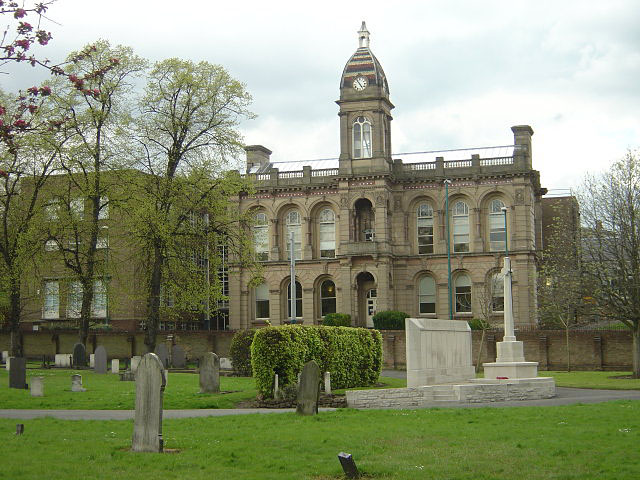
Nottingham School of Art, em Waverley Street

A universidade foi formada pela fusão de muitas instituições distintas de ensino superior. Originou-se a partir da Nottingham Government School of Design fundada em 1843.
Em 1945, o Nottingham and District Technical College foi estabelecido. Em 1958, foi inaugurado o Nottingham Regional College of Technology e, em 1959, o Nottingham College of Education teve inicio em Clifton. Em 1964, o Nottingham Regional College foi aberto e, em 1966, o original Nottingham College of Design foi unido ao Regional College. Juntas, elas se fundiram e a instituição foi promovida ao status de Politécnica em 1970, dando origem à Trent Polytechnic. Em 1975, houve a fusão com o Nottingham College of Education e, em 1988, o nome oficial foi alterado para Nottingham Polytechnic.
Após o Further and Higher Education Act, de 1992, todas as escolas politécnicas e algumas faculdades de ensino superior tornaram-se elegíveis para o status de universidade plena; neste momento, a instituição tornou-se, oficialmente, Nottingham Trent University.

## Campi
A Universidade possui três campi:

### Campus City

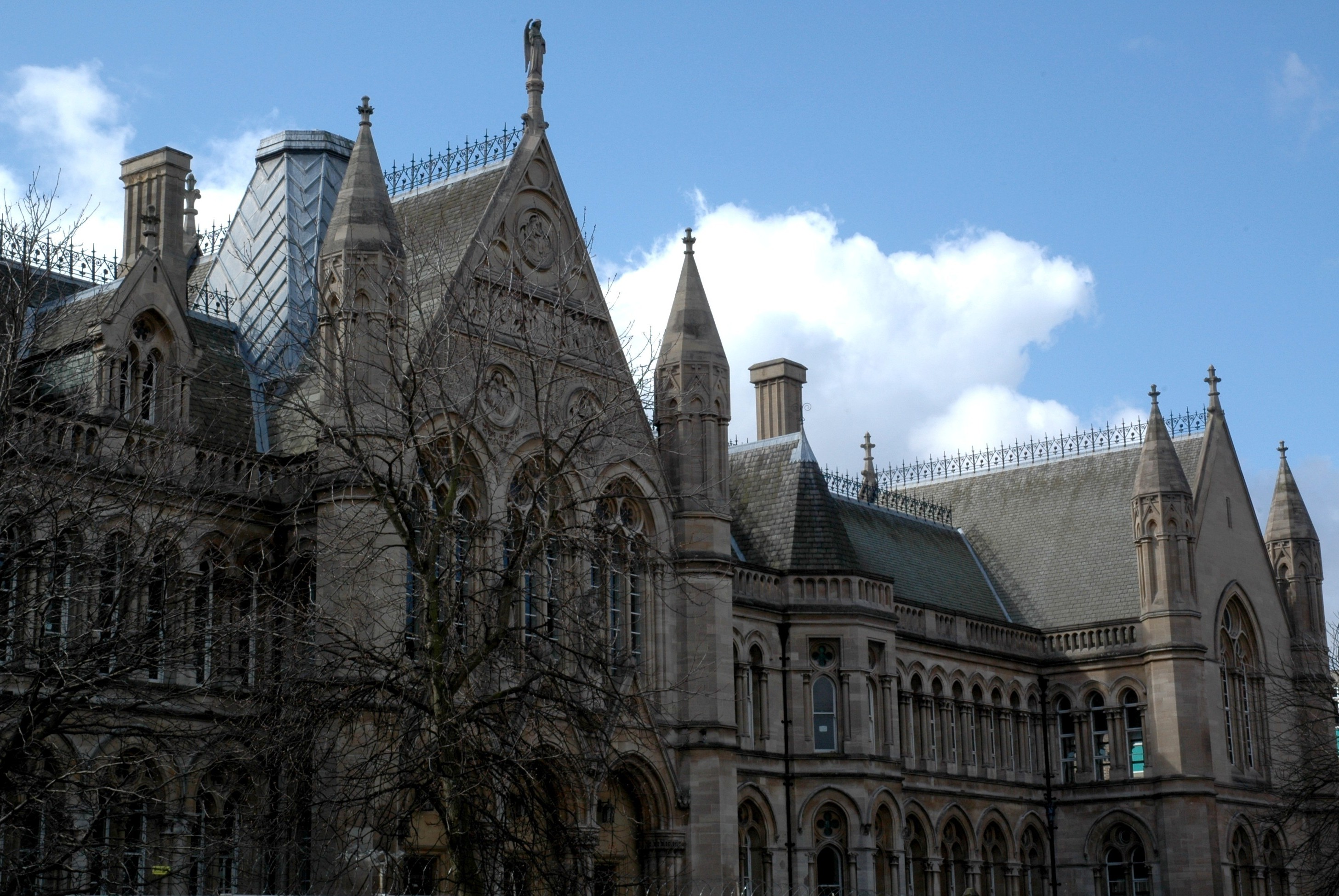
Edifício Arkwright

Localizado ao norte do Centro da cidade de Nottingham, é o lar de mais de 17.000 estudantes de Nottingham Business School (Escola de Negócios de Nottingham), Nottingham Law School (Escola de Direito de Nottingham), School of Architecture (Escola de Arquitetura), Design and the Built Environment (Design e Construção de Ambientes), School of Art & Design (Escola de Arte & Design), School of Social Sciences (Escola de Ciências Sociais) e o Centre for Broadcasting & Journalism (Centro de Radiodifusão e Jornalismo). O Campus concluiu recentemente um ambicioso projeto de desenvolvimento no valor de £70 milhões, que recuperaram os edifícios Newton e Arkwright, dois dos maiores e mais antigos prédios de propriedade da Universidade. Em 18 de maio de 2011, ambos foram oficialmente inaugurados por Sir David Attenborough.

#### Boots Library
A Boots Library é a principal biblioteca da universidade. Está localizada no centro do Campus e apoia as escolas de Arquitetura, Design e Construção de Ambientes, Arte & Design, Negócios, Direito e Ciências Sociais. É um edifício de construção moderna, concluída em 1998 a um custo total de £13 milhões, com uma reforma completada no Verão de 2013. Possui um acervo de mais de 533 mil livros e 2.500 periódicos, além de DVDs, jornais e revistas. Ele é definido em quatro níveis, além de um outro nível dedicado a instalações de computação 24 horas. Possui três zonas: estudo silencioso (vermelho), estudo quieto (âmbar) e estudo em grupo (verde). Outras instalações incluem várias salas de estudo em grupo reservado (cada uma com um computador), fotocópia, digitalização e estações de trabalho com acesso à internet e um software especializado em todos os níveis. Há bibliotecas filiais nos campi Clifton e Brackenhurst que servem as escolas localizadas lá, e incluem facilidades digitais adicionais.

### Campus Clifton

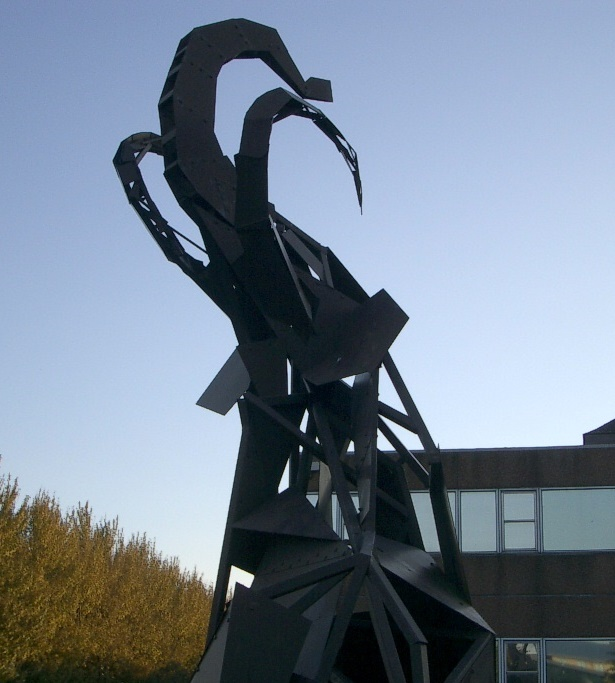
Escultura de Mamute, do lado de fora do edifício Erasmus Darwin

Distante quatro milhas do centro da cidade, é a casa de 9,000 estudantes da School of Arts and Humanities (Escola de Artes e Humanidades), School of Science and Technology (Escola de Ciências e Tecnologia) e School of Education (Escola de Educação). Abriga o John van Geest Cancer Research Centre, destinatário da maior bolsa de pesquisa concedida a uma universidade pós-1992. O Campus Clifton recebeu o benefício de investimentos recentes, incluíndo o Lee Westwood Sports Centre e também novas acomodações. Os estudantes de Clifton podem usar seu próprio bar da União Estudantil, ginásio, loja, cafés e uma biblioteca. Está vinculado ao campus City por um serviço de ônibus estudantil regular.

### Brackenhurst campus

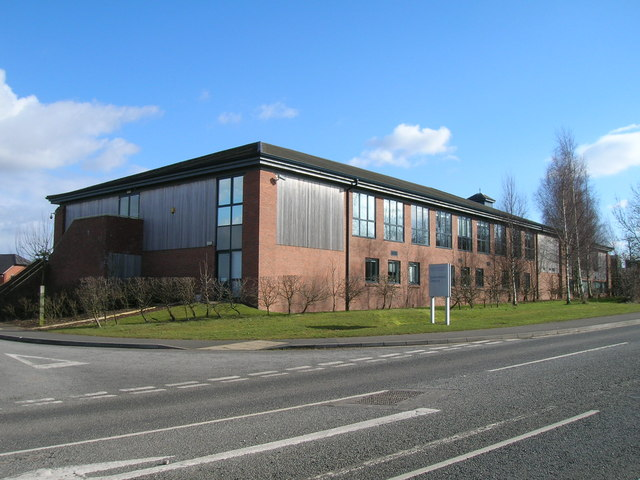
Campus Brackenhurst

Possui mais de 1,000 estudantes da School of Animal, Rural and Environmental Sciences (Escola de Ciências Ambiental, Animal e Rural). A cerca de 14 milhas do centro da cidade, o Campus Brackenhurst é uma propriedade rural com bosques, um lago e jardins. Contrastando com a casa de campo construída em 1828 estão diversas instalações, incluindo uma estufa de alta tecnologia e o novo edifício de Enfermagem Veterinária. O Centro de Enfermagem Veterinária foi construído em 2007, sendo credenciado ao Royal College of Veterinary Surgeons.

## Desenvolvimento e reforma do patrimônio
O ano de 2005 marcou o início de um projecto de reforma para atualizar muito da universidade. As melhorias até agora incluem:

### City campus
- O Edifício Bonington de Arte & Design, no Campus City, foi totalmente remodelado em 2006, com uma nova seção frontal, um átrio de dois andares, um maior número de espaços de exposição e um café. Abriga a Bonington Gallery, que exibe uma ampla gama de trabalhos. O Designer de moda nascido em Nottingham, Sir Paul Smith, reinaugurou oficialmente o edifício.
- O Edifício Chaucer, também no Campus City, casa da Nottingham Law School, Centre for Broadcast and Journalism e da School of Social Sciences, foi totalmente remodelado, com nova pintura, sinalização, recepção, salas de aula e elevadores. Uma nova entrada e salas dedicadas ao Centro de Jornalismo foram concluídas em fevereiro de 2009 e inauguradas oficialmente por Sir Michael Parkinson.
- A reforma completa dos edifícios Newton e Arkwright e a construção de um edifício envidraçado como ligação entre os dois foi concluída em 2011 e inaugurada oficialmente por Sir Michael Parkinson. O complexo inclui dez novas salas de aula, salas de ensino de alta tecnologia, escritórios, um centro de serviços para os estudantes, salas de computadores, cafés e um restaurante. Abriga também o novo Nottingham Conference Centre,[6] uma instalação construída para conferências empresariais e acadêmicas.
- A demolição da Byron House, localizada em Shakespeare Street. Ele será substituído por um novo em desenvolvimento a um custo de £60.000.000 milhões, composto de uma nova Associação de Estudantes completa, com cafés, bares, centro de saúde e um clube noturno. O desenvolvimento também incluirá uma quantidade significativa de alojamentos estudantis. Os trabalhos sobre este novo empreendimento estão previstos para começar em janeiro de 2012,[7]

### Campus Clifton

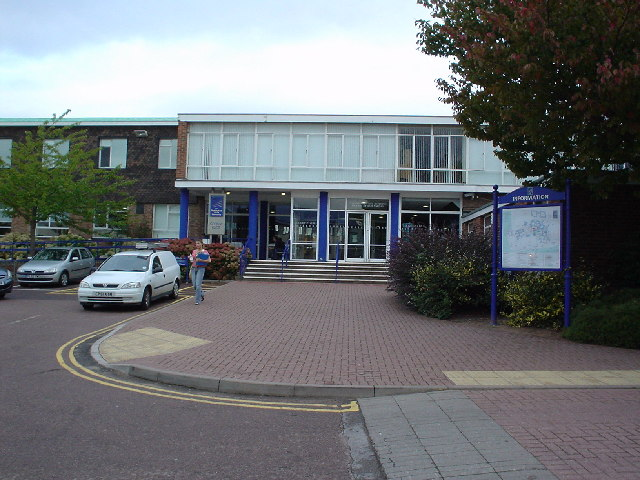
Edifício George Elliot, que a Universidade planejaria demolir no Campus Clifton

- Um novo edifício de Computação & Informática no valor de £8 milhões foi inaugurado no Campus Clifton em 2006 (depois renomeado como Edifício Mary Ann Evans).
- O novo prédio do Centre for Effective Learning in Science (CELS) (Centro para Efetiva Aprendizagem de Ciências) foi inaugurado em 2006.
- O Trent Astronomical Observatory foi inaugurado em 2006 a um custo de £150 mil. O edifício em forma de cúpula abriga um telescópio newtoniano de 20", capaz de captar satélites em órbita da Terra, Lua, Sol, planetas e outras estrelas em nossa galáxia, entre outros[8]
- O John van Geest Cancer Research Centre foi criado em 2008, como um novo centro de pesquisa da Faculdade de Ciência e Tecnologia, resultado direto do financiamento de base da John and Lucille van Geest Foundation.
- O golfista número 1 do mundo e bacharel honorário Lee Westwood inaugurou o novo Lee Westwood Sports Centre em Outubro de 2010. O novo centro possui instalações de apoio aos atletas, incluindo ginásios, estúdios e espaços de fitness, além de um centro de treinamento de nutrição.
- Uma extensão para o antigo centro de treinamento Toyota-Lexus vai ser transformado em um super laboratório de ponta que irá fornecer a universidade capacidade de investigação reforçada, bem como a melhoria das instalações de ensino. O novo empreendimento está programado para Abril de 2012.[9]
- A universidade planeja demolir o Edifício George Eliot e substituí-lo por um novo centro estudantil e uma área de recepção para o campus Clifton.[10]

### Campus Brackenhurst
- As novas estufas de Brackenhurst foram abertas em 2006.
- Novas residências de alojamento foram construídas em 2006.
- Em 2008, Sua Alteza Real o conde de Wessex inaugurou o primeiro Centro de Enfermagem Veterinária e Animal.
- Uma nova biblioteca de ponta foi completada em 2013.

### Incrementos
- A Nottingham Trent possui parcerias com várias universidades e faculdades em todo o mundo.
- A Universidade entrou em parceria com a Kaplan Inc. para formar o "Nottingham Trent International College" (NTIC) que, através de cursos, ajuda os estudantes internacionais a avançar para a graduação e programas de pós-graduação na NTU e em outras universidades do Reino Unido.[11]
- A Nottingham Trent University é co-anfitriã da GameCity, um festival de vídeo game de cinco dias, que leva os jogos para as ruas, lojas e cinemas de Nottingham. Ocorre em Outubro de cada ano.
- O Campus City foi beneficiado com a conclusão da Nottingham Express Transit (NET) um sistema de bondes elétricos, em dezembro de 2003, que prevê uma parada próximo à Biblioteca Boots. Isso permite uma ligação direta para a principal estação ferroviária da cidade de Nottingham.
- Em julho de 2005, a universidade adquiriu o Belgrave Center, libertando assim a Nottingham Law School de seu compromisso de arrendamento em curso, juntamente com o benefício adicional de fornecer verbas do governo das Midlands Orientais, o qual tinha um contrato de arrendamento até 2010 para cerca de metade dos edifícios.[12]

## Organização e Administração

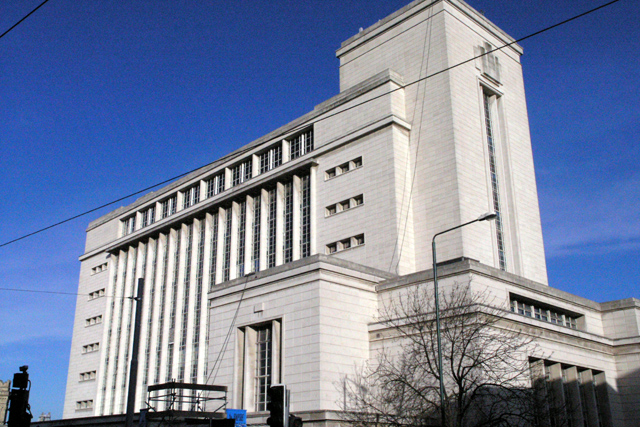
Edifício Newton, lar da Nottingham Business School

Com a chegada do vice-chanceler Neil T Gorman em 2003, a universidade passou por uma grande mudança em sua organização, passando a ser composta por de três faculdades e nove escolas:
College of Business, Law and Social Sciences
- Nottingham Business School (Escola de Administração de Nottingham)
- Nottingham Law School (Escola de Direito de Nottingham)
- School of Social Sciences (Escola de Ciências Sociais)

College of Art & Design and Built Environment
- School of Art & Design (Escola de Arte & Design)
- School of Architecture, Design and the Built Environment (Escola de Arquitetura, Design e Construção de Ambientes)

College of Arts and Science
- School of Animal, Rural and Environmental Sciences (Escola de Ciências Animal, Rural e Ambiental)
- School of Arts and Humanities (Escola de Artes e Humanidades)
- School of Education (Escola de Educação)
- School of Science and Technology (Escola de Ciências e Tecnologia)

### Governança

#### Chanceleres
Em junho de 2008 Sir Michael Parkinson foi nomeado o primeiro Chanceler, responsável por uma série de funções, incluindo a representação da universidade em ocasiões especiais e conferindo graus nas cerimônias de graduação (embora ele tenha estado ausente de todas as cerimônias de formatura em 2009). A instalação oficial como Chanceler da Nottingham Trent University ocorreu em uma cerimônia especial no dia 11 de novembro de 2008, no Nottingham Royal Concert Hall.
- Sir Michael Parkinson (2008-2014)[14]
- Kevin Cahill CBE, (2014-atualmente)

### Vice-Chanceleres
- Ray Cowell (1992–2003)
- Neil T Gorman (2003-atualmente)[15]

#### Presidentes do Conselho de Diretores
- Richard Bullock OBE (2009-date)
- Sir John Peace (1999–2009)

## Perfil Acadêmico

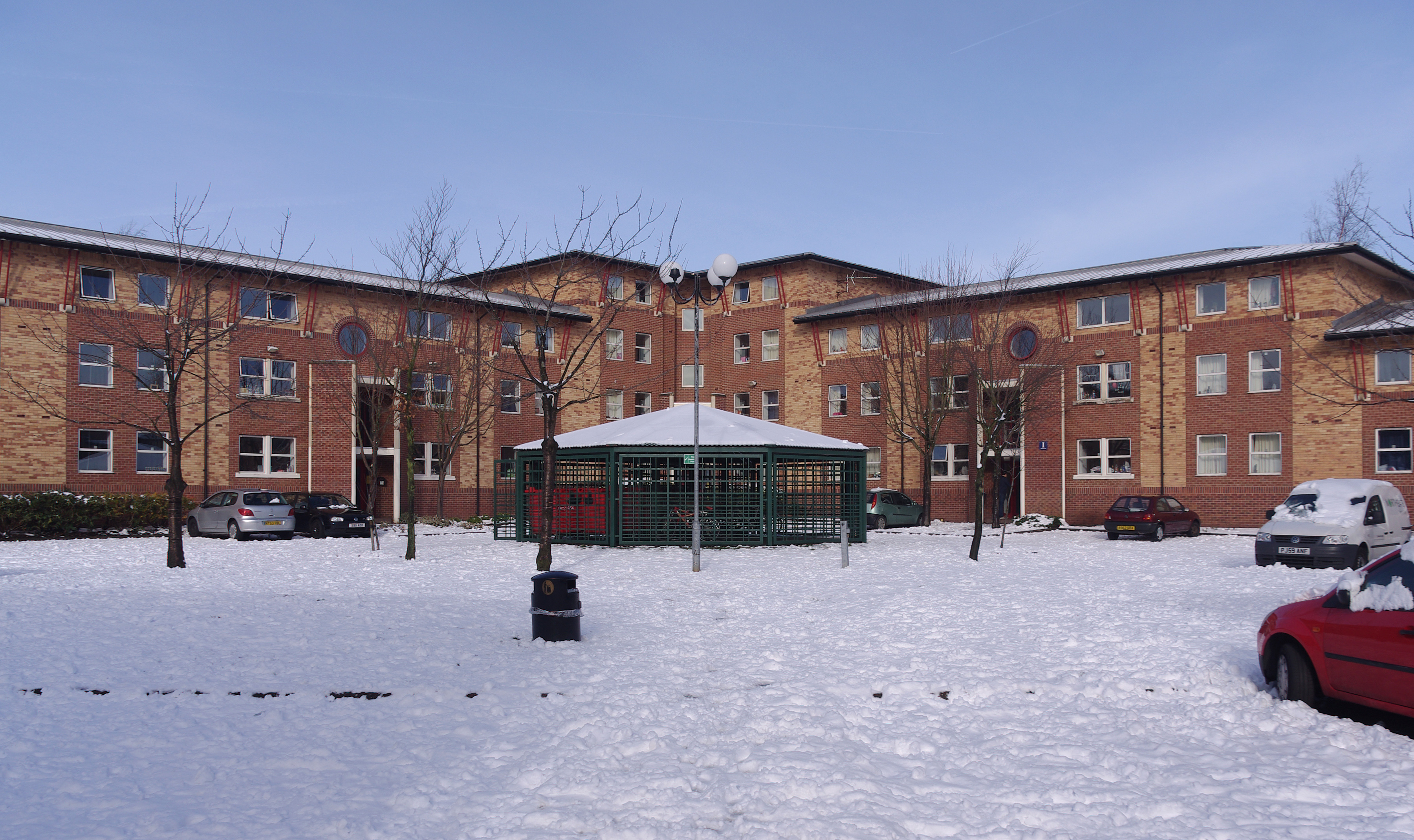
Campus Clifton

### Ligações com empresas e indústrias
Entre as empresas com as quais a Universidade mantem ligações estão Microsoft, Toyota, Experian e Rolls Royce.
Representantes destas companhias mantém conversações com estudantes com potencial de colocação ou carreira após a graduação.
Através da NTU, há uma série de centros dedicados que fornecem um foco para a especialização e recursos de negócios, tudo o que pode dar suporte às necessidades organizacionais e de desenvolvimento. Alinhado a uma profissão, setor industrial, função de negócio ou área temática específica, esses centros oferecem uma gama de atividades de prestação de serviços educacionais sob medida e pesquisa de ponta, a consultoria e o cultivo de novas ideias de negócios.
Localizada no Edifício Maudsley, no Campus City, The Hive (em português, A Colméia) é o centro construído propositalmente para desenvolvimento de empresas e negócios na NTU. Aqui os especialistas podem ajudar a avaliar e aconselhar sobre ideias de negócios em potencial, bem como fornecer uma sugestão na educação em empreendedorismo. Desde 2001, o centro tem ajudado a 250 empresas iniciantes, das quais 70% foram bem sucedidas. O centro de ajuda, não só proporciona aconselhamento e orientação, mas também espaço de escritório e outras facilidades para seus clientes.

### Pesquisa
A universidade tem um forte braço de pesquisa, sendo que, em 2008, 74% da pesquisa da universidade considerada de "status internacional" e "um impressionante 8% classificada como líder mundial." <Nome ref = autogenerated1 /> O ensino da universidade é sustentado por sua pesquisa, que varia de imunoterapia do câncer e sistemas de segurança de aeroportos a políticas sociais e estudos culturais. A universidade mantém atualmente £22 milhões em subsídios de pesquisa e contratos (Exercício 2008/09).
O John van Geest Cancer Research Centre foi estabelecido em 2008, como um novo centro de pesquisa dentro da School of Science and Technology, como resultado direto do financiamento de base da John and Lucille van Geest Foundation.
A School of Science and Technology é sede de diversas instalações de pesquisa, incluindo o Centro de Pesquisa Interdisciplinar Biomédica, o Centro de Investigação de Ciências Naturais; Para pesquisas relacionadas a fisiologia e esportes, a Escola dispõe de uma câmara ambiental capaz de replicar condições ambientais extremas.
A School of Animal, Rural and Environmental Sciences possuiu uma estufa, Centro de Enfermagem Veterinária e Unidade Animal.
A Universidade possui as seguintes unidades de investigação:
- Betting Research Unit
- Political Forecasting Unit
- International Fraud Prevention Research Centre
- International Centre for Public Services Management
- International Centre for Talent Management and Development
- Centre for Business Performance and Lean Leadership
- Communication for Inclusion Research Unit (CIRU)
- Emergency Services Research Unit (ESRU)
- Nottingham Crime Research Unit
- Nottingham Centre for Study and Reduction of Hate Crimes, Bias and Prejudice
- Sexual Offences, Crime and Misconduct Research Unit (SOCAMRU)
- Specific Language Impairment Research Unit (SLIRU)
- The International Gaming Research Unit (IGRU)
- Advanced Design and Manufacturing Engineering
- Centre for Research in Advanced Textiles (CReATe): containing the Advanced Fibre Materials; Textiles Practice; Textile Collections and Archives research groups
- ICAn – Institute for Cultural Analysis
- Strategy in Communication (SinC)
- Theory, Culture & Society Centre
- NIfER
- Raymond Williams Centre for Recovery Research
- Centre for Colonial and Postcolonial Studies
- Centre for Travel Writing Studies
- Centre for Research in the Romantic Era
- Centre for Creative Writing
- Contesting Euro Visions
- ReFrance: Contemporary French Studies
- Energy and Environmental Security
- Teaching and Learning Languages
- Energy and Environmental Security
- Centre for Museum and Heritage Management
- The Centre for Legal Research
- Biomedical, Life and Heath Sciences Research Centre
- The John Van Geest Research Centre
- Physical Sciences, Engineering and Computing Research Centre
- The Centre for the Study of Architecture and Cultural Heritage in India, Arabia and the Maghreb (ArCHIAM)

### Rankings e reputação
Globalmente, a Nottingham Trent University está ranqueada na categoria 700 e acima (701+) no mundo pelo QS World University Rankings. Em 2008 The Complete University Guide nomeou Nottingham Trent a "melhor universidade pós-1992" do país.O jornal The Guardian considerou a NTU "um dos melhores lugares do país para o emprego de graduação". A universidade tem reconhecimento internacional por seu trabalho em Arte e Design, Comunicação, Administração, Estudos de Cultura e Mídia, Língua Inglesa e Literatura, e por suas profissões aliadas à Medicina, Francês e Direito.
|                               | 2014 | 2013 | 2012 | 2011 | 2010 | 2009 | 2008 | 2007 | 2006 | 2005 | 2004 | 2003 | 2002 | 2001 | 2000 | 1999 | 1998 | 1997 | 1996 | 1995 | 1994 | 1993 |
| ----------------------------- | ---- | ---- | ---- | ---- | ---- | ---- | ---- | ---- | ---- | ---- | ---- | ---- | ---- | ---- | ---- | ---- | ---- | ---- | ---- | ---- | ---- | ---- |
| QS World Universities Ranking | 701+ | 701+ |      |      |      |      |      |      |      |      |      |      |      |      |      |      |      |      |      |      |      |      |
| The Guardian                  | 73   | 80   | 67   | 53   | 42   | 41   | 58   | –    | 69   | 80   | 42   | 50   |      |      |      |      |      |      |      |      |      |      |
| The Times                     | -    | -    | 66   | 55   | 57   | 56=  | 56   | 60   | 62   | 57   | 56   | 55   | 59   | 65   | 65   | 69   | 73   | 64   | 66   | 68   | 67   | 81   |
| Sunday Times                  | 61   | 78   | 79   | 60   |      | 57   | 59   | 58   | 58   | 64   | 54   | 58   | 59   | 64   | 63   | 61   | 61   |      |      |      |      |      |
| The Complete University Guide | 61   | 62   | 55   | 49   | 46   | 52   | 56   |      |      |      |      |      |      |      |      |      |      |      |      |      |      |      |
| The Daily Telegraph           |      |      |      |      |      |      |      | 56   |      |      |      | 49   |      |      |      |      |      |      |      |      |      |      |
| Financial Times               |      |      |      |      |      |      |      |      |      |      |      | 60   |      | 65   | 64   | 70   |      |      |      |      |      |      |

## Perfil ambiental

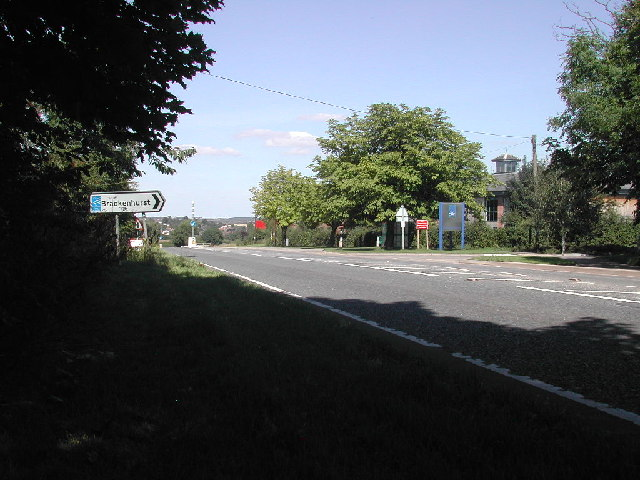
Entrada do Campus Brackenhurst pela estrada A612

### Sustentabilidade
Além de ter sido escolhida a universidade mais amiga do meio ambiente pelo The Guardian e pela People and Planet, entre 2009 e 2012 a NTU recebeu quatro prêmios da Green League, refletindo o seu compromisso de redução de carbono e os seus esforços para se tornar uma instituição de ensino superior ambientalmente consciente.
Além da organização de vários grupos ativistas 'verdes' (por exemplo, The Carbon Elephant, The Wind Turbines Project, The UCycle Scheme), a universidade também tem sido formalmente premiada com o status de Comércio Justo. Produtos de Comércio Justo estão, portanto, disponíveis em todas as lojas do campus. Além disso, camisetas e agasalhos com a marca da Nottingham Trent University vendidos nas lojas da União Estudantil são feitos de algodão produzido por este sistema. Também é realizada anualmente a Fairtrade Fortnight Celebration (algo como Quinzena de Celebração do Comércio Justo), com uma série de eventos e atividades de sensibilização para o trabalho da Fairtrade Foundation e o compromisso da NTU para garantir que os agricultores em algumas das áreas mais pobres do mundo receberão um preço justo pelos seus produto.
A universidade também publicou uma Política de Compras Sustentáveis em 2007, que define objetivos específicos com a intenção de incorporar a sustentabilidade em toda a gama de atividades de compras da instituição. Finalmente, a NTU também reconheceu sua responsabilidade para operar de forma ética e afirma ter em conta os aspectos sociais, ambientais e éticos em todas as suas atividades, incluindo o investimento financeiro. A política de gestão da universidade inclui uma seção separada sobre o Investimento Ético, que afirma que "os investimentos só poderão ser feitos em instituições com uma Política de Investimento Ético clara e transparente que refletem os valores éticos da universidade".

### Biodiversidade
A propriedade da universidade inclui cerca de 250 hectares de terra, distribuídos por seus três campi. Estes tipos de terrenos diferentes, que vão desde centros urbanos até campos agrícolas, são considerados ativos ecológicos valiosos pela universidade
que se dedica à conservação da biodiversidade encontrada em e ao redor de suas terras.
- Campus City

Apesar do uso intenso de construções típicas de qualquer cenário urbano, a universidade tem vindo a fazer esforços para melhorar a biodiversidade encontrada dentro de seus domínios. Newton e Arkwright, os edifícios emblemáticos da NTU, são casa não só de funcionários e alunos, mas também dois Falcões Peregrinos, que são protegidos nos termos do Anexo Um do Wildlife and Countryside Act, de 1981. Nesse sentido, a universidade possui um projeto colaborativo com o Nottinghamshire Wildlife Trust; desde 2002, o edifício foi usado regularmente pelos falcões, que fizeram ninho em uma borda especialmente arranjada perto do topo do arranha-céu. O local do ninho, que está sendo transmitido ao público na Internet, tem sido usado com sucesso para dar origem a 16 aves, entre 2008 e 2012.
O telhado comum de Newton e Arkwright é também uma das maiores das regiões de telhados verdes, com 13 variedades de sedum, cobrindo uma área de aproximadamente 2.500 m2. Além de ter um valor estético, esta variedade de plantas com flores também desempenha um papel importante para atrair uma grande variedade de espécies de insetos e outros bichos, incluindo zangões, borboletas, joaninhas e gafanhotos. As espécies de aves que podem ser encontrados incluem melros, tordos, carriças, pisco-de-peito-ruivo e também o raro rabirruivo-preto.
- Campus Clifton

Localizado a três quilômetros ao sul do centro da cidade de Nottingham, na periferia de Clifton Village, a área dispõe de 32 hectares de terra em um ambiente de campus relativamente fechado.
A biodiversidade pode ser notada em todo o campus, incluindo uma variedade de espécies de aves, morcegos e insetos. Habitats também são fornecidos em áreas como The Grove, delimitando o local ao Nordeste, que compreende árvores maduras ao longo do rio Trent. Embora existam muitas outras espécies de animais selvagens passeando pelos jardins de Clifton, muitos são atualmente desconhecidos ou não documentados. O compromisso da universidade com a biodiversidade em todas as suas propriedades inclui constante investigação exatamente sobre como estas criaturas compartilham o campus com os seres humanos e como o ambiente pode ser melhorado para incentivar os números a aumentar, e para atrair novos animais selvagens para o campus. Os planos futuros para ajudar a aumentar a biodiversidade e gestão da paisagem foram tornados públicos pela universidade em 2012.
- Campus Brackenhurst

O Campus Brackenhurst compreende uma propriedade de 200 hectares, situada nos arredores da catedral da cidade de Southwell, e está situado em torno de uma antiga casa de campo construída em 1828.
Dado o seu ambiente rural, uma grande variedade de animais selvagens co-existem com funcionários e alunos; estão presentes espécies e habitats, como o grande tritão-de-crista, morcegos, pássaros, texugos, lebres, sebes antigas, o Victorian Walled Garden (listado no patrimônio histórico). Webcams no campus permitem o monitoramento dessas espécies e habitats.

### União Estudantil
Nottingham Trent Students' Union (NTSU) oferece atividades estudantis e eventos, um Centro de Aconselhamento, lazer e serviços, representação democrática e entretenimento noturno nos três campi da NTU.
- RAG é o departamento de captação de recursos da NTSU, onde os voluntários planejam eventos para arrecadar fundos para instituições de caridade locais, nacionais e internacionais, escolhidas pelos membros.
- Existem atualmente mais de 130 sociedades e clubes desportivos filiados à NTSU.
- Stride é o programa livre de formação e desenvolvimento da União dos Estudantes para os alunos da NTU, com cursos direcionados especificamente a empregabilidade do aluno, o desenvolvimento pessoal e habilidades de estudo.
- The student magazine – Plataforma – é publicada online a cada mês durante o ano letivo, e também está disponível no campus em formato impresso. Abrange educação, notícias locais e  extra campus, bem como artes, cultura, esportes e estilo de vida.
- The Students' Union television station – Trent TV – transmite programas on-line, incluindo a cobertura da Semana de Calouros, o NTSU Awards, noites estudantis em Nottingham e o Trent TV News - programa premiado como "Melhor programa de notícias de 2011" pela National Student Television Association.

No Campus City, a União está baseada no Edifício Byron. Uma reforma de £90m do complexo Byron foi concluída em setembro de 2013. O novo local da União inclui um moderno clube noturno, um centro desportivo, dois pisos de ginásios, bares e cafés, bem como escritórios e instalações de apoio. O novo complexo inclui 911 novos quartos de estudo.
No Campus Clifton, está localizada nos Edifícios Benenson e DH Lawrence. Entre as facilidades encontram-se o "The Point" bar e restaurante, a recepção principal da NTSU e uma filial da SU Express shop.
No Campus Brackenhurst, situa-se entre Brack Bar e a Orangery (um pequeno café e coffee shop). Noites estudantis semanais são realizadas no bar, incluindo "Chillout Thursday" e "Live Friday" (noite de música ao vivo). A SU Express shop também opera em Brackenhurst.

### Esportes
Muitos alunos da NTU tem competido nos últimos Jogos Olímpicos de Verão e de Inverno, nos Jogos da Commonwealth e em vários campeonatos mundiais de todo o mundo. Entre eles incluem-se o jogador de rugby inglês Nick Easter, a jogadora britânica de hóquei sobre a grama Crista Cullen, Adam Dixon e Alistair Wilson.
O golfista número um do mundo e bacharel honorário Lee Westwood recentemente inaugurou o novo Lee Westwood Sports Centre no Campus Clifton. O novo centro tem instalações de apoio ao desporto e aos atletas, incluindo ginásios, estúdios e locais de fitness e um centro de formação sobre nutrição.
NTU é constantemente classificada entre as 20% das instituições nos campeonatos da British Universities & Colleges Sport (BUCS) e é o atual campeão na popular Varsity Series contra a rival local, a University of Nottingham.

## Universidades parceiras
- Ching Yun University, Taiwan[43]
- Espeme-EDHEC Business School, Lille-Nice, França
- University of Economics in Katowice, Polônia
- INSEEC, Inseec Business School, Bordeaux, França
- IESEG School of Management, Lille-Paris, França
- University of National and World Economy, Bulgária
- KBU International College, Malásia
- KEDGE Business School, França

## Notable alumni
- Keith Albarn - Artista[44]
- Matt Berry – Ator, autor e comediante
- Christopher Blanchett - apresentador da BBC e meteorologista
- Hazel Blears – Membro do parlamento britânico pelo Partido Trabalhista
- Ana Boulter – Atriz e apresentadora de TV[45]
- Daniel Byles – Remador oceânico recordista mundial pelo Guinness Book e explorador polar, Membro do parlamento britânico pelo Partido Conservador
- Vernon Coaker – Membro do parlamento britânico pelo Partido Trabalhista
- Shane Cullinan – compositor
- Sean Cunningham - Integrante dos Red Arrows[46]
- Alan Dapre – Autor infantil, dramaturgo da BBC Radio e Televisão
- Varun Dhawan – Ator de Bollywood
- Stephen Dixon[47] apresentador da Sky News
- Nick Easter – Jogador profissional de rugby
- Bobby Friction – DJ da BBC Radio 1Xtra
- Jonathan Glazer – Diretor de Cinema e Vídeo
- Dan Hardy - profissional de MMA, lutador da categoria meio-médio do UFC[48]
- Steve Hogarth – Vocalista do Marillion
- Martyn Jones – Ex-membro do parlamento britânico pelo Partido Trabalhista
- Samson Kambalu – Artista, escritor
- Paul Kaye (Dennis Pennis) – Ator, comediante
- Neal Lawson – Comentarista político
- Adam Leventhal – Apresentador da Sky Sports News
- Ruth Liptrot – Jornalista
- Jon McCarthy – Jogador de futebol
- Tim Noble and Sue Webster – Artistas
- Mike Parry – Radialista
- Louisa Preston – Jornalista
- Alex Rodman – Jogador de futebol
- Donald Rodney – Artista
- Mark Simmonds - Político
- Alan Simpson – Político
- Six By Seven – Banda de rock baseada em Nottingham
- Simon Starling – Vencedor do Prêmio Turner 2005
- Simon Taylor-Davis – Guitarrista do Klaxons
- Sarah Travers – Jornalista
- David Tress – Artista anglo-irlandês
- Glenis Willmott – Político do Partido Trabalhista, membro do Parlamento Europeu
- Nick Waplington – Artista e fotógrafo